# Tiddlywiki
TiddlyWiki 是一个仅由单个 HTML 文件组成的非网络应用的 Wiki 程序。这个程序仅使用 HTML、CSS 及 JavaScript 技术，完全不需要任何数据库（如：MySQL）及动态程序语言（如：PHP、ASP 等）。因此任何人都可以从官方网站下载该程序后即可开始使用。适合一般个人单机离线使用和对个人电脑的管理工作。

按照官方的说法，TiddlyWiki是一个“非线性个人网络笔记本”，用途广泛，可以用于管理待办列表、创作小说甚至是创建一个网站，更多用途详见“可以用TiddlyWiki做的事”。

## 可以用TiddlyWiki做的事
- 记笔记，并使用标签和超链接形成笔记网络，便于查阅和管理
- 使用选项卡、表格、基于标签的列表和目录组织笔记内容
- 为喜欢的网站添加书签[2]
- 通过标签组织任务和会议[3]
- 储存资料比如食谱、图书、联系人和收藏的音乐作品
- 创建博客或网站
- 写书
- 组织图片形成画廊
- 与他人共享Wiki内容
- 绘制草图
- 使用web用户界面元素
- 创建幻灯片演示文稿
- 创建本地或在线知识库[4]
- 使用tiddlers作为数据可视化[5]

## 变种
- cctiddlywiki：可以在线单独使用，需SQL数据库和PHP环境支持。
- TiddlyMemo（中文名墨屉）:结合了SuperMemo、LingQ、Anki的功能，使用增量学习概念，帮助用户构建第二大脑的发行版。

## 评价
TiddlyWiki初版诞生于2004年，至今已运营18年，得到了用户的高度赞扬：
- 乔·阿姆斯特朗：TiddlyWiki 是我发现的最好的组织想法的软件，花一个小时左右的时间来了解它是值得的，使用TiddlyWiki会改变你的思维以及组织想法的方式。
- Network World：TiddlyWiki 的 Gearhead 评分为 6 分（满分 5 分）（非常好）。 在两三年后还能够完美运行的代码已经足够神奇，但七年后呢？

但非程序员用户普遍表示这款软件使用难度高、学习曲线长，不过目前随着TiddlyWiki在中国境内的知名度逐渐提高，发行版、软件、插件、主题等越来越多，这类问题也越来越少。

## TiddlyWiki Classic
TiddlyWiki Classic是TiddlyWiki的最初版本，目前还可以使用。

我们所说的TiddlyWiki大多指现在活跃开发的TiddlyWiki5，它是TiddlyWiki自2015年的新版。

## 外部参考
- （英文）官方網站（页面存档备份，存于）
- （繁體中文）《TiddlyWiki 完全指南》（页面存档备份，存于）
- TiddlyWiki 華語支援論壇（页面存档备份，存于）
- 官方论坛 （页面存档备份，存于）